# 海因里希·梅斯纳
海因里希·梅斯纳（德語：Heinrich Messner，1939年9月1日—2023年10月19日），奥地利男子高山滑雪运动员。他曾代表奥地利参加1964年、1968年和1972年冬季奥林匹克运动会高山滑雪比赛，共获得二枚铜牌。